# Lindernia grossidentata
Lindernia grossidentata é uma espécie botânica do gênero Lindernia pertencente à família Linderniaceae.